# Людимск
Людимск (название варьируется — Людимеск, Людимск, Людинск, Людемеск, Людемск) — древний город, который находился на реке Большой Березуй, к северу от Козельска.
Древний Людимеск исследователи отождествляют с сохранившимся городищем у деревни Гришово Бабынинского района в 40 км к западу от Калуги. Письменных свидетельств об этом городе сохранилось очень мало. Название его, возможно, произошло от слова «людин» — человек, обыватель, вольный человек или «людность» — населённость, многолюдство, скопление людей. Многолюдный город вольных людей.
Городище расположено на правом берегу реки Большой Березуй, в 0,216 км к северо-западу от церкви, в 0,3 км к западу и в 0,25 км к северу от усадеб деревни. С севера и северо-востока городище ограничено лощиной, с юго-запада — берегом реки, с юго-востока — рвом.
Согласно исследованиям существует версия, что город Людимеск был основан вятичами приблизительно в XII в. Его территория на то время составляла: детинец — 46×76 м и два посада: 360×130 м и 330×130 м. Площадь детинца 3420 м², посадов — 89 700 м². К XIV в. территория Людимеска увеличилась ещё на два посада. Город, а потом и поселение на его месте, по археологическим данным, существовали до XVII в.
Вначале город назывался по реке — Березуйск (в XV в. такое название в источниках уже не встречается), а затем, вероятно, был переименован в Людимск.
В грамоте литовского князя Ольгерда Константинопольскому патриарху Филофею с жалобой на митрополита Киевского и всея Руси Алексея за взятие у него городов (не позднее августа 1371 г.) упоминается Березуеск.
В «Списке русских городов», возникшем не ранее 1387 г., среди литовских городов также упоминается Березуеск. В XV в. такое название в источниках уже не встречается. Вероятно он был переименован в Людимск.
Людимск в первый раз под таким названием упоминается около 1401—1402 гг. в докончании великого князя Василия I Дмитриевича с князем Серпуховским и Боровским Владимиром Андреевичем. Согласно этому документу Людимеск был пожалован некому князю Ивану (скорее всего это сын Владимира Андреевича Храброго).
В сохранившихся источниках Людимск упоминается в связи с феодальной войной, проходившей в Московском великом княжестве в первой половине XV в., а также в период борьбы московских князей с Литвой за присоединение к Руси «верховских» городов во второй половине того же столетия.
Летом 1436 г. в «прибавку» к своей вотчине князь Иван Андреевич Можайский получил Людимеск. В сентябре 1447 г. Иван Андреевич заключил с Василием II докончание, по которому Иван отказывался вместе с бывшими пожалованиями великого князя и от Людимеска.
Возможно, что к 1455 г. Людимеск оказался во владении князей Воротынских (бывших на службе у великих литовских князей). В 1473 г. князья Воротынские и Мосальские жаловались великому князю Литовскому, что московские войска брали Людимеск, Бышковичи, Лычино и Недохов.
Во время похода хана Ахмата на Русь, в 1480 г., его войска были отбиты от берегов Угры. В октябре хан распустил свои войска разорять литовские города, в том числе и Людимеск.
Вследствие военных действий русско-литовская граница отодвинулась на запад, к верховьям Угры, Жиздры и Оки. Граница Москвы и Литвы проходила рядом с Людимеском, который находился на московской стороне.
После смерти Симеона Калужского в 1518 г. Калуга с другими землями и волостями навсегда отошла в руки великого князя Московского. В 1514 г. русскими войсками был отвоёван Смоленск, граница с Литвой отодвинулась далеко на запад. Людимеск больше не подвергался нападениям литовцев. Вместе с центрами военных действий перемещались и торговые. Людимеск таковым не стал, опустел и обезлюдел. Бывший город становится селом, носящим прежнее название. В «Книге Большому Чертежу», составленной в 1627 г., Людимеск не упоминается.
При образовании Калужской губернии в 1776 г. Людимеск был причислен к Перемышльскому уезду.
В «Описаниях и алфавитах к Калужскому атласу» (1782) описан как «погост Люденский и писцовая церковная земля священно- и церковно служителей. Домов нет. Жителей нет… Церковь деревянная Спаса Нерукотворного образа».

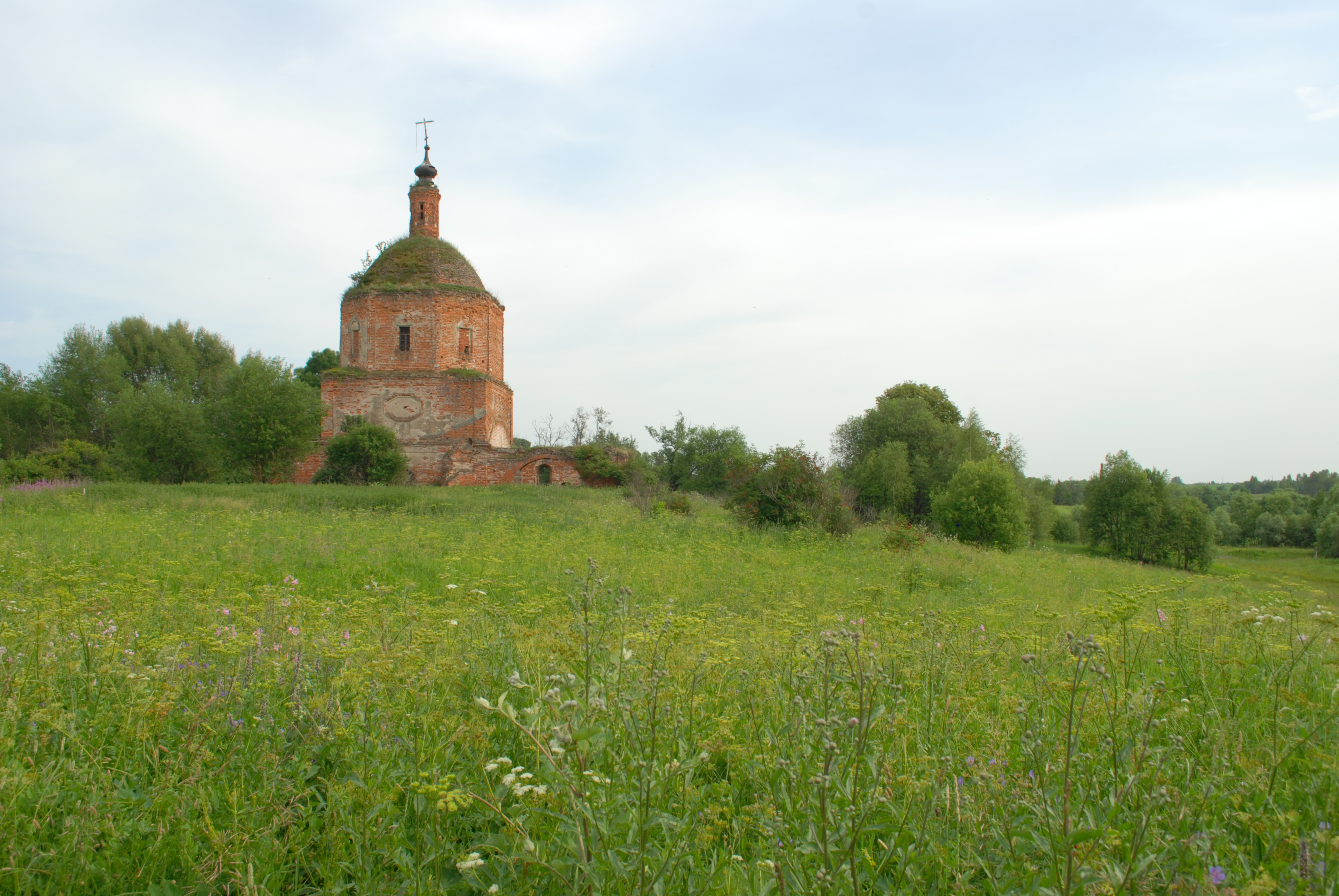
Полуразрушенная церковь Николая Чудотворца, 2008 г.

В 200 м к юго-востоку от городища, согласно клировой ведомости за 1915 г., помещик Щербачёв в 1662 г. построил каменную церковь во имя Святителя Чудотворца Николая. Однако, судя по архитектуре «московского барокко», её можно скорее отнести к XVIII веку. И действительно, по клировым ведомостям Перемышльского уезда, эта церковь была возведена в 1769 г. Остается предположить, что Щербачёв в середине XVII столетия соорудил деревянный, а не каменный храм.